# Tom Rogers
Pour les articles homonymes, voir Rogers.
Pas d'image ? Cliquez ici

a Compétitions nationales et continentales officielles uniquement.

b Matchs officiels uniquement.
Dernière mise à jour le 26 janvier 2025.
Tom Rogers, né le 17 décembre 1998 à Carmarthen (pays de Galles), est un joueur international gallois de rugby à XV évoluant aux postes d'ailier ou d'arrière aux Scarlets.

## Biographie
Tom Rogers est pensionnaire de l'école secondaire Ysgol Maes Y Gwendraeth, et joue au Cefneithin RFC dans sa jeunesse.
Il fait ses débuts avec l'équipe première des Scarlets le 12 novembre 2017 dans le cadre de la Coupe anglo-galloise face aux Exeter Chiefs. Il dispute son premier match de Pro14 le 14 avril 2018 contre Édimbourg Rugby.
Le 23 février 2020, il inscrit son premier essai avec les Scarlets contre les Southern Kings en Pro14. En août 2020, il prolonge son contrat avec la province.
En juin 2021, Rogers est sélectionné pour la première fois en équipe du pays de Galles pour disputer la tournée d'été. Il honore sa première cape le 3 juillet 2021 contre le Canada.
En mai 2022, il prolonge à nouveau son contrat avec les Scarlets.
En mai 2023, il fait partie du groupe préliminaire appelé pour préparer la Coupe du monde 2023, mais ne figure finalement pas dans le groupe qui dispute la compétition.
En janvier 2025, il est sélectionné pour disputer le Tournoi des Six Nations.